# اووه کرشنر
اووه کرشنر (انگلیسی: Uwe Kirchner؛ زادهٔ ۳۱ دسامبر ۱۹۶۵) بازیکن فوتبال اهل آلمان است.
از باشگاه‌هایی که در آن بازی کرده‌است می‌توان به باشگاه فوتبال دینامو درسدن، باشگاه فوتبال هانزا روستوک، و باشگاه فوتبال ماگدبورگ ۱ اشاره کرد.
وی همچنین در تیم ملی فوتبال زیر ۲۱ سال آلمان شرقی بازی کرده‌است.